# Amblyscarta
Amblyscarta är ett släkte av insekter. Amblyscarta ingår i familjen dvärgstritar.

## Dottertaxa tillAmblyscarta, i alfabetisk ordning[1]
- Amblyscarta alternata
- Amblyscarta aurulenta
- Amblyscarta bicincta
- Amblyscarta binotata
- Amblyscarta biscuta
- Amblyscarta carminata
- Amblyscarta cazicula
- Amblyscarta cervicula
- Amblyscarta circumducta
- Amblyscarta coctilis
- Amblyscarta digitata
- Amblyscarta flavopunctata
- Amblyscarta frontaliana
- Amblyscarta geniculata
- Amblyscarta grammaca
- Amblyscarta inca
- Amblyscarta incarnata
- Amblyscarta incommoda
- Amblyscarta incorrupta
- Amblyscarta invenusta
- Amblyscarta lignea
- Amblyscarta melancholica
- Amblyscarta modesta
- Amblyscarta obscura
- Amblyscarta opulenta
- Amblyscarta pulcra
- Amblyscarta resolubilis
- Amblyscarta ruficeps
- Amblyscarta schaumii
- Amblyscarta stillifera
- Amblyscarta transversalis
- Amblyscarta trinotata
- Amblyscarta venata
- Amblyscarta venosa